# ニチドウアラシ
ニチドウアラシは日本の競走馬、種牡馬。1980年の天皇賞（春）を制したニチドウタローは同期、同生産牧場、同馬主、同厩舎であり、誕生日までまったく同じだった。村本善之が全14戦に騎乗した。半兄に金鯱賞3着馬ニチドウライザーがいる。
- 馬齢については原則旧表記（数え）とする。

## 経歴
1978年11月にデビュー戦の新馬戦を優勝。脚部不安によるリタイアを繰り返したため八大競走に出走することはついになかったが、4歳時に金鯱賞を優勝したのを皮切りに重賞を3勝し、出走したすべてのレースで3着以内となる堅実な走りを見せた。1980年にはサファイヤステークスでカツラノハイセイコ、ダービー卿チャレンジトロフィーでサクラシンゲキを破って優勝を収めた。後者のレースを観戦した競馬評論家の大川慶次郎は、本格的なスパートをかけることなくサクラシンゲキを交わしたレース振りを高く評価した。
競走馬を引退したのちは種牡馬となり、3頭の重賞優勝馬を輩出した。1994年限りで種牡馬を引退し、以後は功労馬として余生を送ったが、2007年に死亡している。

## 戦績
- 1978年（3歳・2戦1勝）
- 1979年（4歳・4戦3勝）
  - 1着 - 金鯱賞
- 1980年（5歳・7戦4勝）
  - 1着 - マイラーズカップ、ダービー卿チャレンジトロフィー、ニュージーランドトロフィー（オープン特別）、サファイヤステークス（オープン特別）
  - 2着 - 高松宮杯、京都大賞典
  - 3着 - 大阪杯
- 1981年（6歳・1戦0勝）
  - 3着 - マイラーズカップ

## 主な産駒
- アイドルマリー（牝、1986年生） デイリー杯3歳ステークス優勝
- ダンディアポロ（牡、1986年生） 小倉3歳ステークス優勝
- キンセンアラシ（牡、1990年生） 中京障害ステークス優勝

## ブルードメアサイアーとしての主な産駒
- キャロルウインド（牡、1993年生）サラブレッド大賞典優勝

## エピソード
- マイルから中距離を得意としており、適距離のレース体系ではなかったため、八大競走には出走していない。八大競走以外の関東で開催される重賞には、関西馬が出走するケースはほとんどなかったが、当馬は距離適性のことを考えてしばし遠征を行い、また結果も残している。前述の通り、所属地区厩舎以外の場で開催される（北海道シリーズを除く）、現在はGII・GIIIクラスに当たる重賞に出走するというレース選択について先鞭をつけた馬の一頭であった。
- 1981年のマイラーズカップでは1番人気に推された。レースは直線に入り、2着となるウエスタンジョージと馬体を並べ、その外からカツラノハイセイコが強襲して、最後はカツラノハイセイコが2頭をまとめて差しきったレースであった。当馬は、直線で粘りきれずウエスタンジョージからも1馬身4分の1遅れの3着に終った。その後、レース中に故障していることが判明し、引退を余儀なくされている。

## 血統表
| ニチドウアラシの血統                                        | ニチドウアラシの血統                                          | ニチドウアラシの血統                       | （血統表の出典）                           | （血統表の出典） |
| 父系                                                        | ボールドルーラー系                                            | ボールドルーラー系                         | ボールドルーラー系                         | [ § 2 ]          |
| 父 *ボールドアンドエイブル Bold and Able 1968 栗毛 アメリカ | 父の父*ボールドラッド (USA) Bold Lad (USA) 1962 栗毛 アメリカ | Bold Ruler                                 | Nasrullah                                  | Nasrullah        |
| 父 *ボールドアンドエイブル Bold and Able 1968 栗毛 アメリカ | 父の父*ボールドラッド (USA) Bold Lad (USA) 1962 栗毛 アメリカ | Bold Ruler                                 | Miss Disco                                 |                  |
| 父 *ボールドアンドエイブル Bold and Able 1968 栗毛 アメリカ | 父の父*ボールドラッド (USA) Bold Lad (USA) 1962 栗毛 アメリカ | Misty Morn                                 | Princequillo                               | Princequillo     |
| 父 *ボールドアンドエイブル Bold and Able 1968 栗毛 アメリカ | 父の父*ボールドラッド (USA) Bold Lad (USA) 1962 栗毛 アメリカ | Misty Morn                                 | Grey Flight                                |                  |
| 父 *ボールドアンドエイブル Bold and Able 1968 栗毛 アメリカ | 父の母Real Delight 1949 鹿毛 アメリカ                         | Bull Lea                                   | Bull Dog                                   | Bull Dog         |
| 父 *ボールドアンドエイブル Bold and Able 1968 栗毛 アメリカ | 父の母Real Delight 1949 鹿毛 アメリカ                         | Bull Lea                                   | Rose Leaves                                |                  |
| 父 *ボールドアンドエイブル Bold and Able 1968 栗毛 アメリカ | 父の母Real Delight 1949 鹿毛 アメリカ                         | Blue Delight                               | Blue Larkspur                              | Blue Larkspur    |
| 父 *ボールドアンドエイブル Bold and Able 1968 栗毛 アメリカ | 父の母Real Delight 1949 鹿毛 アメリカ                         | Blue Delight                               | Chicleight                                 |                  |
| 母 *シャトーローズ Chateau Rose 1968 芦毛 アメリカ          | 母の父*シャトーゲイ Chateaugay 1960 栗毛 アメリカ             | Swaps                                      | Khaled                                     | Khaled           |
| 母 *シャトーローズ Chateau Rose 1968 芦毛 アメリカ          | 母の父*シャトーゲイ Chateaugay 1960 栗毛 アメリカ             | Swaps                                      | Iron Reward                                |                  |
| 母 *シャトーローズ Chateau Rose 1968 芦毛 アメリカ          | 母の父*シャトーゲイ Chateaugay 1960 栗毛 アメリカ             | Banquet Bell                               | Polynesian                                 | Polynesian       |
| 母 *シャトーローズ Chateau Rose 1968 芦毛 アメリカ          | 母の父*シャトーゲイ Chateaugay 1960 栗毛 アメリカ             | Banquet Bell                               | Dinner Horn                                |                  |
| 母 *シャトーローズ Chateau Rose 1968 芦毛 アメリカ          | 母の母Bowl of Roses 1961 芦毛 アメリカ                        | Alibhai                                    | Hyperion                                   | Hyperion         |
| 母 *シャトーローズ Chateau Rose 1968 芦毛 アメリカ          | 母の母Bowl of Roses 1961 芦毛 アメリカ                        | Alibhai                                    | Teresina                                   |                  |
| 母 *シャトーローズ Chateau Rose 1968 芦毛 アメリカ          | 母の母Bowl of Roses 1961 芦毛 アメリカ                        | Boudoir                                    | Mahmoud                                    | Mahmoud          |
| 母 *シャトーローズ Chateau Rose 1968 芦毛 アメリカ          | 母の母Bowl of Roses 1961 芦毛 アメリカ                        | Boudoir                                    | Kampala                                    |                  |
| 母系(F-No.)                                                 | シヤトーローズ(USA)(FN:4-d)                                   | シヤトーローズ(USA)(FN:4-d)                | シヤトーローズ(USA)(FN:4-d)                | [ § 3 ]          |
| 5代内の近親交配                                             | Mahmoud5×4=9.38%、Hyperion5×4=9.38% (母内)                    | Mahmoud5×4=9.38%、Hyperion5×4=9.38% (母内) | Mahmoud5×4=9.38%、Hyperion5×4=9.38% (母内) | [ § 4 ]          |
| 出典                                                        | 1. 2. 3. 4.                                                   | 1. 2. 3. 4.                                | 1. 2. 3. 4.                                | 1. 2. 3. 4.      |

曾祖母Boudoirは1941年のアイリッシュ1000ギニー2着馬。